# The Means and the End
The Means and the End è un cortometraggio muto del 1914 prodotto dalla Essanay di cui non si conosce il nome del regista. Distribuito dalla General Film Company, era interpretato da Rapley Holmes, Gerda Holmes, Richard Travers e Lester Cuneo.

## Trama
William Hildebrand è un grosso industriale. Teso al guadagno e a costruire una grande impresa capitalista, si preoccupa poco delle condizioni dei suoi operai. Uno di questi, Vincent Archer, lo obbliga però a interessarsi del problema con il ricatto: Archer è venuto a sapere da suo zio, sul letto di morte, che tempo addietro lui e Hildebrand sono stati responsabili della morte di un uomo. Minacciando di divulgare la cosa, Archer induce l'industriale a dargli il fondi per la costruzione di un quartiere popolare. Helene, la figlia di Hildebrand, si appassiona al progetto, finendo per innamorarsi di Archer. Lo stesso Hildebrand cambia atteggiamento e ora si dimostra favorevole ai miglioramenti verso i suoi operai. Ma un altro conosce il segreto di Hildebrand: Jim Parker. Archer riesce a distruggere le prove possedute da Parker ma costui quasi lo uccide. Helene si prende cura del ferito e le sue visite quotidiane non fanno altro che accrescere il suo amore per lui. Archer, però, non si dichiara, convinto che le loro diverse posizioni sociali siano un ostacolo insormontabile che li divide. Giunto alla conclusione che, anche se per una buona causa, l'avere costretto con le minacce Hildebrand sia stato un agire non giustificabile, le scrive una lettera di addio, annunciandole la sua partenza. Helene, allora, decide di chiedergli in maniera diretta se è in qualche modo interessato a lei. Il giovane non può far altro che risponderle che la ama sopra ogni cosa. Archer verrà poi a conoscenza anche delle circostanze in cui è avvenuta la morte di cui ha accusato Hildebrand che aveva sì ucciso, ma solo per legittima difesa.

## Produzione
Il film fu prodotto dalla Essanay Film Manufacturing Company.

## Distribuzione
Distribuito dalla General Film Company, il film - un cortometraggio in due bobine - uscì nelle sale cinematografiche statunitensi il 20 novembre 1914.